# Flugten til Privatskolen
|  | Denne artikel er oprettet af botten Steenthbot ud fra en ekstern database. Den kan derfor have sproglige fejl eller mangler. Denne skabelon kan fjernes efter kontrol af indholdet. |

Flugten til Privatskolen er en dansk dokumentarfilm fra 2022 instrueret af Gitte Sønderby og Lene Juul Bruun.

## Handling
Mange danske forældre står i et dilemma, fordi der flere steder er store problemer i folkeskolen. De kan se, at deres barn mistrives, og de synes at undervisningen er mangelfuld. Skal de træffe det egoistiske valg at tage deres barn ud af folkeskolen for at sende dem i privatskole eller friskole – eller skal de vise samfundssind og lade barnet blive og kæmpe for at vores fælles skole bliver bedre?
Er vi ved at skabe et A og et B-hold for vores børn? Om vi som samfund skal sende milliarder af støttekroner afsted mod de private skoler, der dræner folkeskolen for de ressourcestærke elever, forældre og lærere. Eller skal vi som samfund styrke folkeskolen, der rummer alle børn – høj som lav, rig som fattig?
I to dokumentarprogrammer vil vi skildre de voldsomme dramaer, der udspiller sig i klasserne, på lærerværelset og i hjemmene. Vi tror, at vi her har fået øje på en stor fælles fortrængning i samfundet - nemlig at vores folkeskole ikke længere er for alle.